# ای ۱۵کی شیون

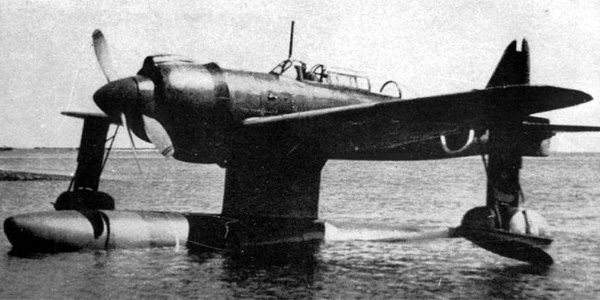
ای ۱۵کی شیون

ای ۱۵کی شیون (به انگلیسی: Kawanishi_E15K) یک هواگرد از نوع شناسایی دریایی ساخت شرکت Kawanishi Aircraft Company است. هواگرد ای ۱۵کی شیون نخستین پروازش را در ۵ دسامبر ۱۹۴۱ میلادی انجام داد. در مجموع، تعداد ۱۵ فروند از این هواگرد ساخته شده‌است.